# 伏帝匐
伏帝匐（?—719年），是唐朝初期的回纥首领，药罗葛氏，独解支之子。
694年，回纥独解支和契苾、思结、浑三部随安北都护府，南迁到甘州和凉州一带。715年，独解支死后，伏帝匐嗣瀚海都督之位。辖牧居甘、凉间回纥诸部，并拜河西经略副使兼赤水军使。次年，后突厥默啜可汗默啜被拔曳固部落所杀，回纥势盛，其别部移健颉利发与同罗诸部皆率众来投奔伏帝匐。唐朝将其部迁于大武军北，依然在甘凉间游牧。719年，伏帝匐死后，其子承宗嗣位。